# Бифобија
Бифобија представља аверзију ка бисексуалности и према бисексуалцима као друштвеној групи или као појединцима. Може имати облик негирања да је бисексуалност права сексуална оријентација или негативних стереотипа о људима који су бисексуалци (као што су уверења да су промискуитетни или непоштени). Људи било које сексуалне оријентације могу доживети или одржавати бифобију.

## Етимологија и употреба
Бифобија је портманто реч настала на термину хомофобија. Изводи се из енглеског неокласичног префикса „би“ (два) из бисексуално и корена „фобија“ (од грчког: φοβος, „страх“) који се налази у хомофобији. Поред трансфобије и хомофобије, једна је од породице термина који се користе за описивање нетолеранције и дискриминације ЛГБТ+ особа. Придевни облик бифобичан описује ствари или особине везане за бифобију, а слабије учестала именица бифоб је етикета за људе који практикују или поспешују бифобију.
Бифобија не мора бити фобија као што је дефинисана у клиничкој психологији. Њено значење и употреба је у истој равни са ксенофобијом.

## Облици
Одбацивање и брисање
Бифобија може довести људе да поричу да је бисексуалност „стварна“, тврдећи да људи који се идентификују као бисексуалци нису истински бисексуални или да је та појава далеко мање честа него што тврде. Један од облика овог порицања је заснован на хетеросексистичком погледу да је хетеросексуалност једина права или природна сексуална оријентација. Стога све што одступа од тога је или психолошка патологија или пример антисоцијалног понашања. У овим случајевима, хомофобија и бифобија се своде на исто.
Други облик порицања проистиче из бинарних погледа на сексуалност: да се људи претпостављају моносексуалним, тј. искључиво хомосексуалним (геј/лезбијка) или хетеросексуалним (стрејт). Током 1980-их, модерним истраживањима о сексуалности доминира идеја да су хетеросексуалност и хомосексуалност једине легитимне оријентације, одбацујући бисексуалност као „секундарну хомосексуалност“.
У том моделу претпоставља се да су бисексуалци, или лез/геј особе „у ормару“ које желе да се прикажу као хетеросексуалне,  или појединци који експериментишу са сексуалношћу ван свог „нормалног“ интереса. Афоризми попут „људи су или геј, или стрејт, или лажу“ представљају овај дихотомни поглед на сексуалну оријентацију.
Неки људи прихватају теоријско постојање бисексуалности, али је дефинишу као „једнаку“ привлачност према мушкарцима и женама. Према томе, многи бисексуалци са неједнаком привлачношћу су категорисани, или као хомосексуалци, или као хетеросексуалци. Други признају постојање бисексуалности код жена, али је негирају код мушкараца.
Поједине особе које одбацују бисексуалност такве активности или идентитет доживљају као ствар тренда или просто ситуационе хомосексуалности у полно одвојеним срединама.
Бифобија је такође присутна и међу геј и лезбијском популацијом. Делом се огледа кроз посматрање да су бисексуалци у могућности да избегну угњетавање од стране хетеросексуалаца усклађивањем друштвених очекивања по питању сексуално-романтичних односа са супротним полом.
Бисексуално брисање (такође названо бисексуална невидљивост) је феномен који тежи да изостави, фалсификује или да друго објашњење о доказима бисексуалности кроз историју, академију, медије и друге примарне изворе, понекад до тачке порицања да бисексуланост постоји.
Наводи да су бисексуални мушкарци хомофобични
Један од узрока бифобије у геј мушкој заједници јесте да постоји политичка традиција идентитета која претпоставља да је прихватање мушке хомосексуалности повезано с уверењем да је сексуалност мушкараца специјализована. То узрокује да многи чланови геј мушке заједнице саму идеју о томе да мушкарци могу бити бисексуални виде као хомофобичну. Велики број бисексуалних мушкараца сматра да их такви ставови присиљавају да задрже своју бисексуалност сакривену, као и да их сматрају опресивнијим од традиционалне хетеронормативности.
Негативни стереотипи
Многи стереотипи о људима који се идентификују као бисексуалци проистичу из порицања или бисексуалног брисања. Пошто њихова оријентација није препозната као валидна, они су виђени као збуњени, неодлучни, несигурни, експериментални или као особе које „само пролазе кроз фазу“.
Повезивање бисексуалаца са промискуитетом произилази из разних негативних стереотипа који их сагледавају као психички и друштвено нестабилне особе којима секс са само мушкарцем, са само женом или са само једном особом у тренутку није довољан. Ови стереотипи произилазе из култоролошке претпоставке да су мушкарци и жене толико различити да је жеља ка особи једног пола у потпуности другачија од жеље ка особи другог пола (хетеросексизам).
Као резултат свега, о бисексуалцима влада стигма да варају своје партнере, воде двоструке животе, да имају тајне односе са особама истог пола као и да су преносиоци полно преносивих болести. Могу бити окарактерисани као „дрољасти“, „лаки“ и нимфомани, док се бисексуалност чврсто повезује са полиаморијом, свинговањем и полигамијом.
Последице
Последице бифобије на психичко и сексулано здравље бисексуалаца су бројне. Студије показују да су бисексуалци често заробљени између хетеросексуалности и хомосексуалности, чиме се обеснажује њихов сексуални идентитет. Ово често доводи до препознатљивих показатеља питања менталног здравља, као што су ниско самопоуздање и самопоштовање. Ови индикатори и притисци да „бирају“ сексуални идентитет могу, у многим случајевима, довести до депресије због осећаја да живе у култури која не препознаје њихово постојање.
Невољност бисексуалаца да причају са здравственим радницима о својој сексуалности и правилној заштити због страха од осуде и дискриминације их ускраћује за адекватну едукацију о психичком и сексуланом здрављу.
Људи који се идентификују као бисексулани се могу суочити са следећим проблемима:
- већи степен партнерског насиља
- већа вероватноћа ризичног понашања код младих средњошколаца
- већа вероватноћа анксиозности и поремећаја расположења код особа која имају секс са оба пола
- мање шансе да се осећају прихваћеним на свом радном месту
- мање шансе да испоље искреност ка најбитнијим особама у свом животу.